# رنه گریسی
رنه گراسی (به انگلیسی: Renee Gracie) (زادهٔ ۵ ژانویهٔ ۱۹۹۵) بازیگر فیلم بزرگسال استرالیایی و رانندهٔ زن پیشین مسابقه است.

## حرفه مسابقه

### ۲۰۱۳–۲۰۱۴
گریسی بعد از یک موفقیت در مسابقات اتومبیلرانی، فصل‌های ۲۰۱۳ و ۲۰۱۴ مسابقات پورشه کاررا قهرمانی در استرالیا را به چالش کشید. در سال ۲۰۱۳، او اولین زنی بود که در آن مسابقات قهرمان شد. در سال بعد، او به ۵ نتیجه ۱۰ مسابقه برتر و یک رکورد ۱۰۰ درصد پایان مسابقه رسید.

## حرفه فیلم
در سال ۲۰۲۰، گریسی آپلود فیلم با محتوای بزرگسالان را در وبگاه مشترک اُنلی‌فنز (OnlyFans) آغاز کرد و ادعا نمود که «اتومبیل‌های مسابقه دیگر برای من جذابیت ندارد.»

## نتایج شغلی موتورسواری

### نتایج سری سوپر۲
| ۲۰۱۵ | Paul Morris Motorsport                 | فورد FG Falcon | ۵۵ | ADE 21 | بار 16 | پیروزی 21 | به سمت 20 | QLD 20 | خفاش 19 | خانه 14 |      | هجدهم      | ۶۳۴ |
| ۲۰۱۶ | Paul Morris Motorsport                 | فورد FG Falcon | ۹۸ | ADE 22 | PHI 22 | بار 19    | به سمت 15 | سان 12 | خفاش    | خانه 12 |      | ۱۹         | ۵۹۴ |
| ۲۰۱۷ | مسابقه موتور اژدها {{سخ}} مسابقه تصویر | هولدن VF کالا  | ۹۸ | ADE 12 | SYM 19 | PHI 20    | به سمت 12 | SYD 19 | سان     | خفاش    | جدید | بیست و سوم | ۵۳۴ |

### نتایج کامل بتورست ۱۰۰۰
| سال  | تیم                        | ماشین            | راننده                           | موقعیت     | دور |
| ---- | -------------------------- | ---------------- | -------------------------------- | ---------- | --- |
| ۲۰۱۵ | مسابقه تولیدکننده استرالیا | Ford Falcon FG X | پیوند=\|حاشیه سیمونا دی سیلوسترو | بیست و یکم | 121 |
| ۲۰۱۶ | نیسان موتور خودرو          | نیسان آلتیما L33 | پیوند=\|حاشیه سیمونا دی سیلوسترو | چهاردهم    | 159 |